# Няндомский район
Ня́ндомский райо́н — административно-территориальная единица (район) в Архангельской области Российской Федерации. В рамках организации местного самоуправления в его границах функционирует муниципальное образование Няндомский муниципальный округ (с 2004 до 2022 гг. — муниципальный район).
Административный центр — город Няндома, расстояние до Архангельска 347 км.

## География
Няндомский район приравнен к районам Крайнего Севера.
Расположен в юго-западной части Архангельской области на территории Няндомской возвышенности. Площадь 8,1 тыс. км².
Граничит:
- на севере с Плесецким районом,
- на западе с Каргопольским районом,
- на востоке Шенкурским районом,
- на юго-востоке c Вельским районом,
- на юге с Коношским районом.

Основные реки: Моша, Няндомка, Канакша, Икса, Нименьга, Шожма, Лельма, Лепша, Ивакша. Крупнейшие озёра: Мошинское, Нименьгское, Матьзеро, Спасское.

## История
Район образован в июле 1929 года в составе Няндомского округа Северного края РСФСР, на территории прежних волостей Каргопольского уезда Вологодской губернии (до 14 января 1929 года): Андреевской, Большесторонской и Воезерской волостей, части Мелентьевской и Мошинской волостей.
С 1931 года по 1935 год в состав Няндомского района входили Коноша и сельсоветы упразднённого тогда Коношского района, Вохтомский и Доровский сельсоветы остались в Няндомском районе.
23 сентября 1937 года, по постановлению ЦИК СССР «О разделении Северной области на Вологодскую и Архангельскую области», Няндомский район вошёл в состав Архангельской области.
В 1935—1939 годах в состав Коношского района из Няндомского был передан Хмельницкий сельсовет, в состав Ровдинского района — Верхопуйский сельсовет. В 1939 году на территории района площадью 7,5 тыс. км² было 322 населённых пункта.
В 1945 году посёлок Волошка, Вохтомский и Доровский сельсоветы были переданы в состав Коношского района.
В 1954 году Ковкольский сельсовет был присоединён к Мошинскому сельсовету, Елгомский сельсовет — к Канакшанскому сельсовету, Шултусский  сельсовет — к Андреевскому сельсовету.
В 1957 году населённый пункт Усть-Нименьга Андреевского сельсовета был передан в состав Волошского поселкового совета Коношского района.
В 1963 году в связи с введением деленияна сельские и промышленные районы, в составе Архангельской области был образован Няндомский промышленный район с центром в рабочем посёлке Няндома. Решением Архангельского облисполкома от 9 февраля 1963 года в состав Няндомского промышленного района вошёл рабочий посёлок Шалакуша упразднённого Няндомского района и три рабочих посёлка вновь упразднённого Коношского района: Волошка, Ерцево и Подюга.
В марте 1964 года в состав Няндомского промышленного района был включён Кирюгский сельсовет Кирилловского сельского района Вологодской области. 14 августа 1964 года Кирюгский сельский совет был упразднён  решением Архангельского облисполкома, а его территории была включена в состав Ерцевского поселкового совета. Решением Архангельского облисполокома от 9 октября 1964 года в состав Няндомского промышленного района были переданы девять сельсоветов Коношского сельского района: Андреевский, Бурачихинский, Веральский, Воезерский, Лелемский (был упразднён с включением его территории в состав Шалакушского сельсовета), Лепшинский, Лимский, Мошинский и Шожемский, а рабочие посёлки Ерцево и Подюга были переданы в состав Коношского сельского района.
Указом Президиума Верховного Совета РСФСР от 12 января 1965 года и решением Архангельского облисполкома от 18 января 1965 года Няндомский промышленный район был упразднён. Андреевский, Бурачихинский, Веральский, Воезерский, Лепшинский, Лимский, Мошинский и Шожемский сельсоветы, город Няндома и рабочий посёлок Шалакуша вошли в состав вновь образованного Няндомского района. Рабочий посёлок Волошка был передан в состав вновь образованного Коношского района.

## Население
| 1931    | 1939    | 1947    | 1959    | 1989    | 1999    | 2002    | 2007    | 2008    |
| ------- | ------- | ------- | ------- | ------- | ------- | ------- | ------- | ------- |
| 29 200  | ↗45 034 | ↘27 900 | ↗47 370 | ↘40 601 | ↘40 200 | ↘33 465 | ↘32 200 | ↘31 786 |
| 2009    | 2010    | 2011    | 2012    | 2013    | 2014    | 2015    | 2016    | 2017    |
| ↘31 503 | ↘30 244 | ↘30 132 | ↘29 324 | ↘28 640 | ↘28 188 | ↘27 678 | ↘27 039 | ↘26 570 |
| 2018    | 2019    | 2020    | 2021    | 2023    |         |         |         |         |
| ↘26 002 | ↘25 440 | ↘25 049 | ↘23 467 | ↘22 889 |         |         |         |         |

### Урбанизация
Городское население  (город Няндома) составляет 79,28 % от всего населения района.

### Национальный состав
По итогам переписи населения 2020 года проживали следующие национальности (национальности менее 0,1 % и другое, см. в сноске к строке «Другие»):
| Национальность | Численность, чел. | Доля     |
| -------------- | ----------------- | -------- |
| Русские        | 22 565            | 96,16 %  |
| Украинцы       | 87                | 0,37 %   |
| Азербайджанцы  | 52                | 0,22 %   |
| Армяне         | 51                | 0,22 %   |
| Белорусы       | 35                | 0,15 %   |
| Цыгане         | 28                | 0,12 %   |
| Другие         | 649               | 2,76 %   |
| Итого          | 23 467            | 100,00 % |

## Административное деление
В Няндомский район как административно-территориальную единицу области входит 1 город районного значения, а также 7 сельсоветов.
С 2004 до 2022 гг. в Няндомский муниципальный район входили 3 муниципальных образования, в том числе 1 городское поселение и 2 сельских поселения.
| №        | Муниципальное образование | Административный центр | Количество населённых пунктов | Население (чел.) | Площадь (км²) |
| -------- | ------------------------- | ---------------------- | ----------------------------- | ---------------- | ------------- |
| 1e-06    | Городское поселение       |                        |                               |                  |               |
| 1        | Няндомское                | город Няндома          | 19                            | ↘19 431          | 2501,16       |
| 1.000002 | Сельские поселения        |                        |                               |                  |               |
| 2        | Мошинское                 | деревня Макаровская    | 105                           | ↘1442            | 2125,66       |
| 3        | Шалакушское               | посёлок Шалакуша       | 33                            | ↘2594            | 3466,66       |

К 1 июня 2022 года все сельские и городское поселения муниципального района были упразднены и преобразованы путём их объединения в Няндомский муниципальный округ.

## Населённые пункты
В Няндомском районе 157 населённых пунктов.
| №   | Населённый пункт    | Тип                     | Население | Бывшее муниципальное образование |
| --- | ------------------- | ----------------------- | --------- | -------------------------------- |
| 1   | Абатурово           | деревня                 | ↗68       | Мошинское                        |
| 2   | Алексеевская        | деревня                 | ↘23       | Мошинское                        |
| 3   | Андреевская         | деревня                 | ↘9        | Шалакушское                      |
| 4   | Андреевская         | деревня                 | ↗388      | Няндомское                       |
| 5   | Анташиха            | деревня                 | ↘5        | Мошинское                        |
| 6   | Бережная            | деревня                 | ↘13       | Няндомское                       |
| 7   | Большая Орьма       | деревня                 | ↗30       | Мошинское                        |
| 8   | Большое Матьзеро    | деревня                 | ↗1        | Мошинское                        |
| 9   | Большой Двор        | деревня                 | ↘9        | Мошинское                        |
| 10  | Большой Двор        | деревня                 | ↗68       | Мошинское                        |
| 11  | Бор                 | деревня                 | ↘9        | Мошинское                        |
| 12  | Боровская           | деревня                 | ↘3        | Мошинское                        |
| 13  | Бряшниха            | деревня                 | →13       | Мошинское                        |
| 14  | Будринская          | деревня                 | ↘3        | Мошинское                        |
| 15  | Бурачиха            | железнодорожная станция | ↗521      | Няндомское                       |
| 16  | Васильевская        | деревня                 | →0        | Мошинское                        |
| 17  | Вахрамеиха          | деревня                 | ↘7        | Мошинское                        |
| 18  | Великая Речка       | лесной посёлок          | ↘0        | Няндомское                       |
| 19  | Вельская            | деревня                 | →4        | Мошинское                        |
| 20  | Верховье            | деревня                 | →0        | Мошинское                        |
| 21  | Верхотина           | деревня                 | →0        | Мошинское                        |
| 22  | Волковская          | деревня                 | ↘4        | Мошинское                        |
| 23  | Гавриловская        | деревня                 | ↘6        | Мошинское                        |
| 24  | Гавриловская        | деревня                 | ↗8        | Мошинское                        |
| 25  | Гора                | деревня                 | ↘12       | Мошинское                        |
| 26  | Горевская           | деревня                 | →0        | Мошинское                        |
| 27  | Горка               | деревня                 | ↘6        | Мошинское                        |
| 28  | Горка               | деревня                 | ↘4        | Мошинское                        |
| 29  | Горка Грехнева      | деревня                 | ↗13       | Мошинское                        |
| 30  | Горка Дуплева       | деревня                 | →23       | Мошинское                        |
| 31  | Григорьевская       | деревня                 | →0        | Шалакушское                      |
| 32  | Гридино             | деревня                 | ↘39       | Мошинское                        |
| 33  | Гришинская          | деревня                 | ↗13       | Мошинское                        |
| 34  | Гришинская          | деревня                 | →0        | Шалакушское                      |
| 35  | Грудиха             | деревня                 | ↘3        | Мошинское                        |
| 36  | Даниловская         | деревня                 | ↗4        | Мошинское                        |
| 37  | Демьяновская        | деревня                 | ↗9        | Шалакушское                      |
| 38  | Дом отдыха Озерки   | деревня                 | ↗25       | Няндомское                       |
| 39  | Дровневская         | деревня                 | ↘15       | Мошинское                        |
| 40  | Еремеевская         | деревня                 | →4        | Шалакушское                      |
| 41  | Заболотье-1         | деревня                 | ↘5        | Мошинское                        |
| 42  | Заболотье-2         | деревня                 | ↘6        | Мошинское                        |
| 43  | Задняя              | деревня                 | ↘13       | Мошинское                        |
| 44  | Занаволок           | деревня                 | ↘17       | Мошинское                        |
| 45  | Заозерный           | посёлок                 | →473      | Мошинское                        |
| 46  | Зарученье           | железнодорожный разъезд | →0        | Няндомское                       |
| 47  | Зеленевская         | деревня                 | ↘16       | Мошинское                        |
| 48  | Зелёный             | железнодорожная станция | ↘72       | Няндомское                       |
| 49  | Ивакша              | лесной посёлок          | ↗636      | Шалакушское                      |
| 50  | Ивановская          | деревня                 | ↘26       | Мошинское                        |
| 51  | Ивашково            | деревня                 | ↗6        | Мошинское                        |
| 52  | Ившинская           | деревня                 | ↘1        | Шалакушское                      |
| 53  | Икса                | деревня                 | ↘1        | Мошинское                        |
| 54  | Ильинский Остров    | деревня                 | →0        | Мошинское                        |
| 55  | Казаковская         | деревня                 | →0        | Мошинское                        |
| 56  | Калининская         | деревня                 | →0        | Шалакушское                      |
| 57  | Кипровская          | деревня                 | ↗51       | Мошинское                        |
| 58  | Климовская          | деревня                 | ↘5        | Мошинское                        |
| 59  | Климушина           | деревня                 | ↘0        | Мошинское                        |
| 60  | Конда               | деревня                 | ↗161      | Няндомское                       |
| 61  | Кондратовская       | деревня                 | ↗40       | Шалакушское                      |
| 62  | Конинская           | деревня                 | →0        | Мошинское                        |
| 63  | Корехино            | деревня                 | ↘44       | Мошинское                        |
| 64  | Котовская           | деревня                 | ↗6        | Мошинское                        |
| 65  | Кривцы              | деревня                 | ↗2        | Мошинское                        |
| 66  | Кстово              | деревня                 | →2        | Мошинское                        |
| 67  | Кувшиниха           | деревня                 | ↘3        | Мошинское                        |
| 68  | Кузьминская         | деревня                 | ↘2        | Няндомское                       |
| 69  | Кулемиха            | деревня                 | ↗1        | Мошинское                        |
| 70  | Курниково           | деревня                 | ↘37       | Мошинское                        |
| 71  | Курья               | деревня                 | ↗31       | Мошинское                        |
| 72  | Кырчема             | деревня                 | →0        | Шалакушское                      |
| 73  | Лельма              | железнодорожная станция | ↗146      | Шалакушское                      |
| 74  | Лепша               | железнодорожная станция | ↗76       | Шалакушское                      |
| 75  | Лепша-Новый         | лесной посёлок          | ↗731      | Шалакушское                      |
| 76  | Лещево              | посёлок                 | ↗4        | Няндомское                       |
| 77  | Лобановская-1       | деревня                 | →0        | Мошинское                        |
| 78  | Лобановская-2       | деревня                 | ↗6        | Мошинское                        |
| 79  | Логиновская         | деревня                 | ↘172      | Мошинское                        |
| 80  | Лужная              | деревня                 | ↘0        | Шалакушское                      |
| 81  | Лупачиха            | деревня                 | →1        | Мошинское                        |
| 82  | Макаров Двор        | деревня                 | ↘3        | Мошинское                        |
| 83  | Макаровская         | деревня                 | ↘67       | Мошинское                        |
| 84  | Малая Орьма         | деревня                 | →0        | Мошинское                        |
| 85  | Малое Матьзеро      | деревня                 | →0        | Мошинское                        |
| 86  | Мальшинская         | деревня                 | ↘7        | Мошинское                        |
| 87  | Манушкин Остров     | деревня                 | ↗1        | Мошинское                        |
| 88  | Мартевская          | деревня                 | →0        | Мошинское                        |
| 89  | Мартыновская        | деревня                 | →0        | Мошинское                        |
| 90  | Междудворье         | железнодорожный разъезд | →0        | Шалакушское                      |
| 91  | Милехинская         | деревня                 | ↘4        | Мошинское                        |
| 92  | Мирный              | посёлок                 | →0        | Няндомское                       |
| 93  | Монастырский Остров | деревня                 | →0        | Мошинское                        |
| 94  | Мостовая            | деревня                 | ↘5        | Мошинское                        |
| 95  | Наволок             | деревня                 | 79        | Мошинское                        |
| 96  | Наумовская          | деревня                 | ↗1        | Шалакушское                      |
| 97  | Нестеровская        | деревня                 | ↗1        | Мошинское                        |
| 98  | Низ (Воезеро)       | деревня                 | ↗58       | Мошинское                        |
| 99  | Низ (Канакша)       | деревня                 | →3        | Мошинское                        |
| 100 | Низ (Лимь)          | деревня                 | →10       | Мошинское                        |
| 101 | Никоновская         | деревня                 | ↘0        | Мошинское                        |
| 102 | Новая               | посёлок                 | ↗80       | Мошинское                        |
| 103 | Новая Икса          | лесной посёлок          | →0        | Мошинское                        |
| 104 | Няндома             | город                   | ↘18 146   | Няндомское                       |
| 105 | Ореховская          | деревня                 | →7        | Мошинское                        |
| 106 | Ортевская           | деревня                 | ↘0        | Мошинское                        |
| 107 | Осковская           | деревня                 | →12       | Шалакушское                      |
| 108 | Остров              | деревня                 | ↗25       | Мошинское                        |
| 109 | Охтома              | деревня                 | ↗11       | Мошинское                        |
| 110 | Павловская          | деревня                 | ↗1        | Шалакушское                      |
| 111 | Пал                 | деревня                 | ↗4        | Мошинское                        |
| 112 | Пархиева            | деревня                 | ↘0        | Мошинское                        |
| 113 | Петариха            | деревня                 | ↘111      | Мошинское                        |
| 114 | Пигинская           | деревня                 | →0        | Мошинское                        |
| 115 | Погост              | деревня                 | ↗22       | Мошинское                        |
| 116 | Погост              | деревня                 | ↘0        | Мошинское                        |
| 117 | Подлесная           | деревня                 | ↗12       | Мошинское                        |
| 118 | Поздеиха            | деревня                 | ↘3        | Мошинское                        |
| 119 | Полинская           | деревня                 | ↘9        | Мошинское                        |
| 120 | Полоха              | железнодорожная станция | ↘87       | Няндомское                       |
| 121 | Поповская           | деревня                 | ↘111      | Мошинское                        |
| 122 | Проково             | деревня                 | →0        | Мошинское                        |
| 123 | Пустарево           | деревня                 | ↘37       | Мошинское                        |
| 124 | Ручей               | деревня                 | ↗22       | Мошинское                        |
| 125 | Рябово-Матьзеро     | деревня                 | ↘2        | Мошинское                        |
| 126 | Савинская           | деревня                 | ↗1        | Шалакушское                      |
| 127 | Сафонова Гора       | деревня                 | ↗3        | Няндомское                       |
| 128 | Село                | деревня                 | ↘25       | Мошинское                        |
| 129 | Сибирь              | деревня                 | ↘4        | Шалакушское                      |
| 130 | Сидорова Гора       | деревня                 | ↘0        | Няндомское                       |
| 131 | Солюга              | лесной посёлок          | →0        | Няндомское                       |
| 132 | Ступинская          | деревня                 | ↗249      | Шалакушское                      |
| 133 | Суегра              | деревня                 | ↗4        | Мошинское                        |
| 134 | Тарасово            | деревня                 | ↘18       | Мошинское                        |
| 135 | Тарза               | лесной посёлок          | ↗142      | Шалакушское                      |
| 136 | Торновская          | деревня                 | →2        | Шалакушское                      |
| 137 | Турлаевская         | деревня                 | →2        | Шалакушское                      |
| 138 | Тухачиха            | деревня                 | ↗16       | Мошинское                        |
| 139 | Федосеевская        | деревня                 | ↗71       | Шалакушское                      |
| 140 | Федотовская         | деревня                 | →0        | Шалакушское                      |
| 141 | Федьковская         | деревня                 | →1        | Шалакушское                      |
| 142 | Филипповская        | деревня                 | →1        | Мошинское                        |
| 143 | Фофаново            | деревня                 | →7        | Мошинское                        |
| 144 | Холмолеево          | посёлок                 | ↗3        | Шалакушское                      |
| 145 | Холопье             | деревня                 | ↘27       | Мошинское                        |
| 146 | Хомкино             | деревня                 | ↘8        | Мошинское                        |
| 147 | Шалакуша            | посёлок                 | ↗2634     | Шалакушское                      |
| 148 | Шернинская          | деревня                 | ↘2        | Мошинское                        |
| 149 | Шестиозерский       | посёлок                 | 362       | Няндомское                       |
| 150 | Шипаховский         | железнодорожный разъезд | ↘0        | Шалакушское                      |
| 151 | Шожма               | железнодорожная станция | ↗198      | Шалакушское                      |
| 152 | Шолга               | деревня                 | ↗1        | Мошинское                        |
| 153 | Шултус              | деревня                 | ↘29       | Няндомское                       |
| 154 | Юдинская            | деревня                 | →2        | Мошинское                        |
| 155 | Яковлевская         | деревня                 | →0        | Шалакушское                      |
| 156 | Яковлевская         | деревня                 | →0        | Няндомское                       |
| 157 | 23-го квартала      | лесной посёлок          | →0        | Шалакушское                      |

## Экономика
- Щебёночный завод.

Лесопромышленные предприятия:
- ПАО «Шалакушалес»,
- ПАО «Шалакушский лесозавод»,
- ПАО «Тульский ЛПХ»,
- ПАО «Няндомалестоппром»,
- ООО «НЛК» (предприятие закрыто),
- АО «Шалакуша Вуд Процессинг Индастри» (предприятие закрыто).

Сельское хозяйство
- Птицефабрика «Няндома-бройлер» (закрыта в 2012 году).

## Транспорт
С севера на юг по территории района проходит железная дорога Москва — Архангельск, на ней расположены железнодорожные станции в Няндоме, Шестиозерском, Шожме, Лельме, Шалакуше, Лепше, Ивакше.

## Образование
Няндомский железнодорожный колледж (с 2015 года).

## Культура
Православно–патриотический фестиваль «Благодатное небо» (д. Погост)

## Достопримечательности
Часовня на берегу Спасского озера, была построена на месте старой Спасской часовни, которая разрушилась от времени.

## Известные уроженцы
- Матвеев, Николай Михайлович — советский и российский биолог, ботаник и эколог, один из создателей советской аллелопатии растений.